# Internationaler Sozialistenkongress (1907)

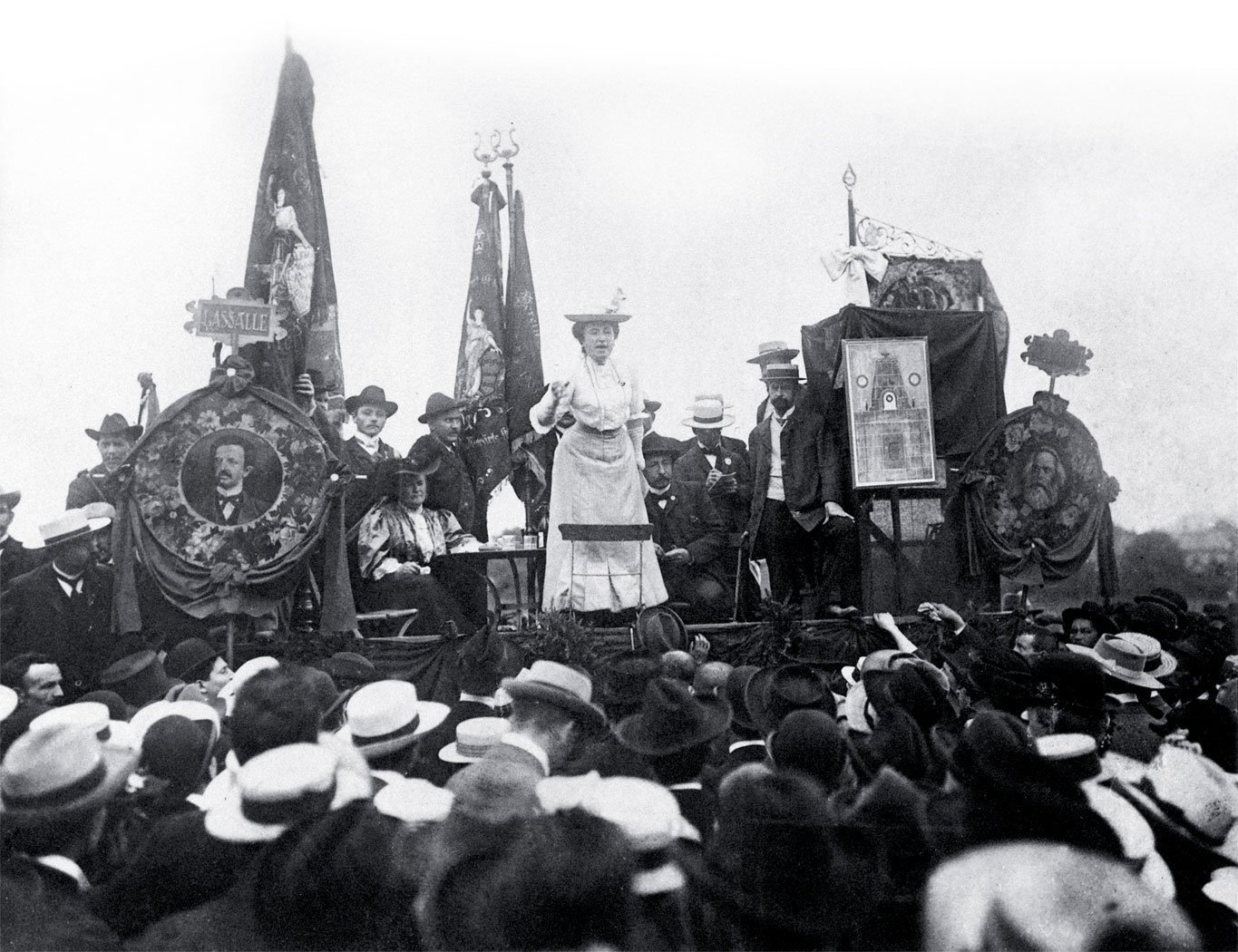
Rosa Luxemburg spricht bei der Frauenkonferenz

Der Internationale Sozialistenkongress in Stuttgart von 1907 war der einzige derartige Kongress auf deutschem Boden. Es war das siebte Treffen dieser Art. Eigentlich fanden zwischen dem 17. August und dem 26. August drei unterschiedliche Treffen statt. Neben dem eigentlichen internationalen Sozialistenkongress fand auch die erste internationale Frauenkonferenz und die erste internationale Konferenz der sozialistischen Jugendorganisationen in der Landeshauptstadt des Königreichs Württemberg statt.

## Sozialisten-Kongress

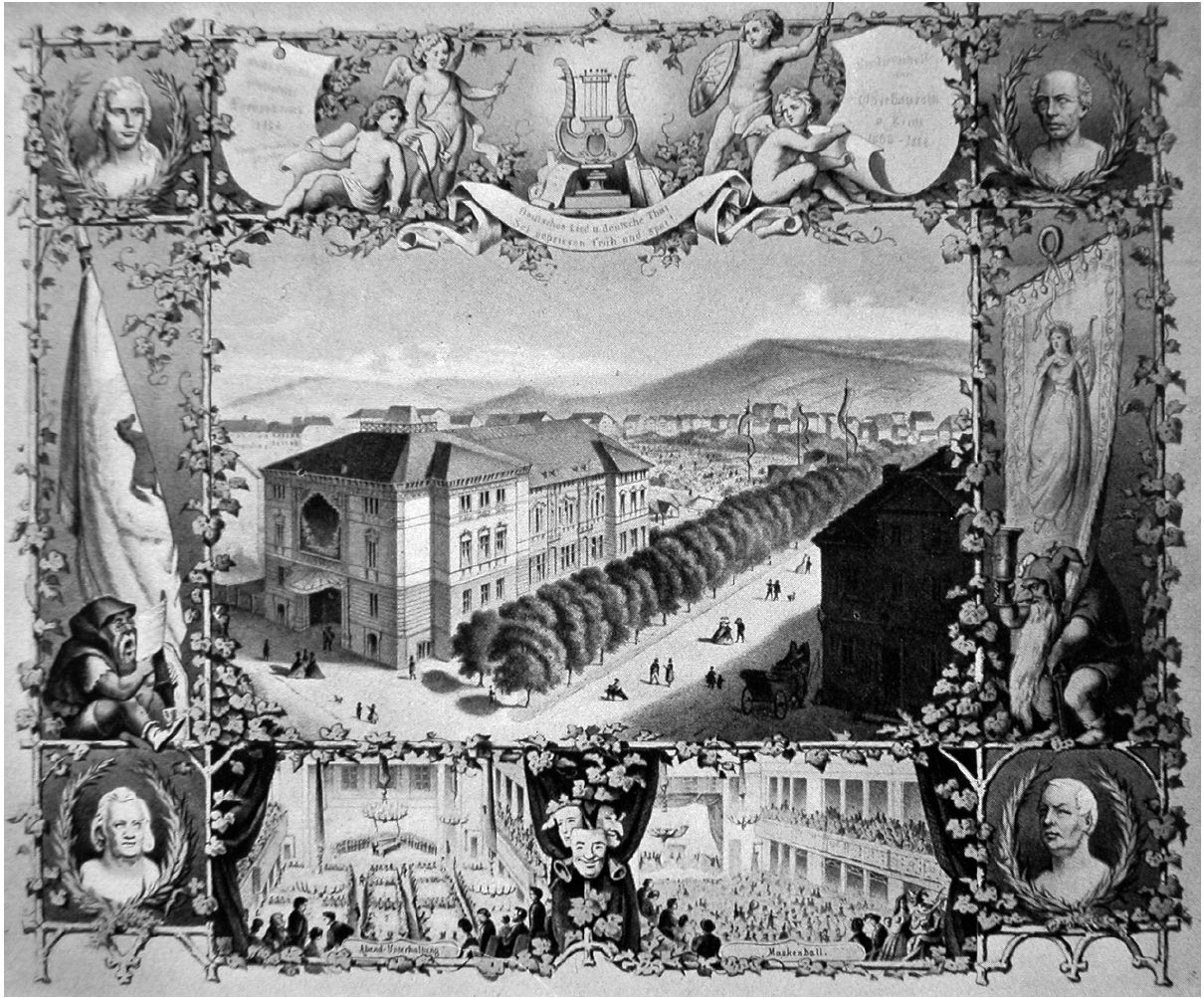
Tagungsort Liederhalle Stuttgart

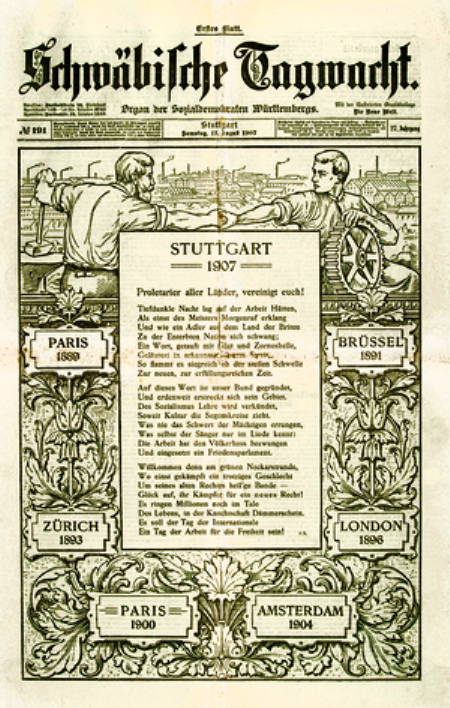
Titelblatt der Schwäbischen Tagwacht anlässlich der Konferenzeröffnung

### Ablauf
Der eigentliche Sozialistenkongress begann am 18. August und dauerte sieben Tage. Für diesen waren aus 25 Ländern 884 Delegierte angereist. Tagungsort war die Liederhalle. Auf Grund der liberaleren politischen Kultur im Königreich Württemberg tagte man in Stuttgart und nicht in Berlin. Aber auch in Süddeutschland war es nicht selbstverständlich, dass die Behörden die Veranstaltung erlaubten.
Johann Heinrich Wilhelm Dietz war als Vorsitzender des Lokalkomitees für die Organisation verantwortlich. Die Behörden machten ihm zur Auflage: 1. Rote Fahnen dürfen nicht zur Verwendung gelangen; 2. Beleidigende Ausfälle gegen die Reichsregierung, die Regierungen der Deutschen Bundesstaaten und befreundeter Staaten müssen unterbleiben. 3. Den Verhandlungen wohnt ein Polizeibeamter in bürgerlicher Kleidung bei.
Am Eröffnungstag am 18. August fand ein „Internationales Massenmeeting für Völkerfrieden und Volksbefreiung“ auf dem Gelände des Cannstatter Wasens statt. Dort hielten Redner aus zwölf Ländern auf sechs Rednertribünen Ansprachen vor zusammen 60.000 Menschen.

### Themen
Auf der Tagesordnung standen die Hauptpunkte:
- Militarismus und die internationalen Konflikte (Berichterstatter: Émile Vandervelde)
- Beziehungen zwischen den proletarischen Parteien und den Gewerkschaften (Berichterstatter: H. Beer)
- Kolonialfrage (Berichterstatter: Henri van Kol)
- Ein- und Auswanderung der Arbeiter (Berichterstatter: Wilhelm Ellenbogen)
- Frauenstimmrecht (Berichterstatterin: Clara Zetkin)

#### Militarismus und die internationalen Konflikte
Ein Hauptthema des Kongresses in dieser Hochphase des Imperialismus waren die Fragen des „Militarismus und die internationalen Konflikte.“ Über die Frage mit welchen Mitteln man einen drohenden Krieg verhindern sollte, kam es zu heftigen Auseinandersetzungen. Dabei ähnelten diese dem Streit innerhalb der deutschen Sozialdemokratie, wie sie etwa in der Massenstreikdebatte ausgefochten wurde. Jean Jaurès aus Frankreich plädierte für den Massenstreik und nahm auch das Recht zu einem Aufstand für den Notfall in Anspruch. Noch radikaler war Gustave Hervé in dieser Hinsicht. Mit Blick auf die eigene Partei argumentierte August Bebel, dass ein Bekenntnis zu solchen Mitteln für die SPD die Gefahr erneuter Repressionen bedeuten könnte. Nachdem bereits das Kriegsrecht ausgerufen wäre, hielten Bebel und Georg von Vollmar in Deutschland einen politischen Generalstreik für nicht durchführbar.
Es konnte schließlich in der Abschlusserklärung nur ein Formelkompromiss erzielt werden. Danach sollten die Parteien und Organisationen, „durch die Anwendung der ihnen am wirksamsten erscheinenden Mittel den Ausbruch eines Krieges“ verhindern trachten. Von Lenin, Rosa Luxemburg und Julius Martow wurde ein Zusatz durchgesetzt „Droht der Ausbruch eines Krieges, so sind in den beteiligten Ländern die Arbeiter und ihre parlamentarischen Vertreter verpflichtet, alles aufzubieten, um den Ausbruch des Krieges durch Anwendung entsprechender Mittel zu verhindern, die sich je nach der Verschärfung des Klassenkampfes und der allgemeinen politischen Situation naturgemäß ändern und steigern. Falls der Krieg dennoch ausbrechen sollte, sind sie verpflichtet, für dessen rasche Beendigung einzutreten und mit allen Kräften dahin zu streben, um die durch den Krieg herbeigeführte wirtschaftliche und politische Krise zur politischen Aufrüttelung der Volksschichten und zur Beschleunigung des Sturzes der kapitalistischen Klassenherrschaft auszunutzen.“ Aber letztlich kam eine gemeinsame Linie bis zu Beginn des Ersten Weltkrieges nicht mehr zu Stande.

#### Arbeitermigration
Weiteres Thema war die Migration von Arbeitern aus eher agrarischen Ländern in die Industriestaaten. Der Kongress verkannte nicht die Probleme, die mit der Zuwanderung verbunden war, hat aber „auch vom Standpunkt der proletarischen Solidarität“ keine Gruppe aus prinzipiellen Gründen von der Einwanderung ausschließen wollen. Ein Mittel zur Steuerung in den Einwanderungsländern sollte die Einführung eines Mindestlohns sein.

#### Kolonialfrage
Auch die Kolonialfrage war Thema der Versammlung. Dazu hielt etwa Karl Kautsky eine Rede und schlug eine Resolution vor, die den Kolonialismus verurteilte. Er vertrat stattdessen ein Konzept freiwilliger technischer Zusammenarbeit.
Dem widersprach der niederländische Sozialdemokrat Henri van Kol, der  als entschiedener Befürworter des Kolonialismus auftrat. Zwar kritisierte auch van Kol die Methoden des Kolonialismus, nicht aber dessen Grundannahmen. Er sah die außereuropäischen Bevölkerungen als „Wilde“ die durch den Kolonialismus erzogen werden müssten.
Die in Stuttgart verabschiedete Resolution war daher bei genauerer Betrachtung nur eine eingeschränkte Verurteilung des Kolonialismus. Ihr zufolge verurteilte die Versammlung die „barbarischen Methoden der kapitalistischen Kolonisation“ und plädierte für eine Politik „die die friedliche kulturelle Entwicklung gewährleistet und die Bodenschätze der Erde in den Dienst der Höherentwicklung der Menschheit stellt.“ Allerdings schloss die Resolution den Kolonialismus nicht grundsätzlich aus, sondern unterschied zwischen „Arbeiterkolonien“ und „Ausbeuterkolonien.“

#### Parteien und Gewerkschaften
In der Frage des Verhältnisses von Partei und Gewerkschaft wurde festgestellt, dass beide im Emanzipationskampf des Proletariats gleichwertige Aufgaben zu erfüllen hätten. Trotz der Anerkennung der Gleichberechtigung sollten die Beziehungen zwischen Parteien und Gewerkschaften möglichst eng sein.

## Frauenkonferenz
Vor dem Sozialistenkongress fand vom 17. bis 19. August eine erste internationale sozialistische Frauenkonferenz statt. An dieser nahmen 59 Abgesandte aus 15 Ländern teil. Ein Ergebnis war der Beschluss eine zentrale Stelle zu schaffen, um zwischen den Ländern Informationen zu Frauenthemen auszutauschen. Sitz der Stelle sollte Stuttgart werden. Verbunden werden sollte diese mit der Redaktion der Zeitschrift Die Gleichheit. Diese war auch zum gemeinsamen Publikationsorgan bestimmt worden. Aus deutscher Sicht war dieses Treffen rechtlich problematisch, weil erst mit dem Reichsvereinsgesetz von 1908 Frauen die politische Betätigung erlaubt war. Clara Zetkin als anerkannte Führungspersönlichkeit der deutschen sozialistischen Frauenbewegung forderte auf dem Kongress das Wahlrecht für die Frauen. Dies wiederholte sie auf dem allgemeinen Sozialistenkongress.

## Jugendkonferenz
Ab dem 24. August traten auch 20 Delegierte aus 13 Ländern zur ersten sozialistischen internationalen Jugendkonferenz zusammen. Einer einheitlichen grenzüberschreitenden Organisation erteilte die Konferenz eine Absage. Stattdessen sollte ein Verbindungsbüro in Wien gegründet werden. Vorsitzender dieses Büros wurde Karl Liebknecht. Dieser Beschluss stand am Beginn der Sozialistischen Jugendinternationale. Henriette Roland Holst sprach während der Konferenz über die sozialistische Erziehung der Jugend und Karl Liebknecht referierte über den Kampf gegen den Militarismus.